# 가나 축구 협회
가나 축구 협회(영어: Ghana Football Association, GFA)는 가나의 축구 협회이며 수도 아크라에 본부를 두고 있다. 1957년 설립된 이 협회는 조사 동영상을 통해 협회의 비리가 발견된 후 2018년 6월 7일 가나 스포츠부 장관 아이작 콰메 아시아마에 의해 해산되었다. 2019년 10월 FIFA 정상화 위원회의 작업이 완료됨에 따라 새로운 회장 커트 오크라쿠가 선출되었다. 마크 아도는 이후 2019년 11월 부회장으로 선출되었다.

## 역사

### 골드코스트 축구 협회
가나 축구 협회(GFA)는 1920년에 설립된 아프리카에서 가장 오래된 축구 협회 중 하나이자 가나의 축구를 관리하는 기관이었던 골드코스트 축구 협회의 후신이다. 기록에 따르면 케이프코스트와 아크라는 사하라 이남 아프리카에서 골드코스트에 공식적인 리그를 개최한 첫 식민지 도시였다. 1915년에 미약한 시작을 한 후, 1922년에 아크라 하츠 오브 오크 SC가 우승자로 떠오르면서 리그가 시작되었는데, 이는 그 시기의 진보적인 영국 주지사와 아크라 축구 리그를 시작한 남자인 고든 구기스버그 경의 이름을 딴 갈망의 구기스버그 방패를 가져갔다.

### 축구 혁명
1957년, 오헤네 잔은 구단들에 의해 축구 협회의 사무총장으로 선출되었고, 가나 아마추어 축구 협회가 공식적으로 설립되었다. 그는 1958년에는 FIFA에, 1960년에는 CAF에 전략적으로 가입하였다.

### 위네바 선언
1993년 위네바 선언을 통해 가나 축구는 아마추어 신분을 떨쳐버릴 수 있었다. 프로팀의 창단으로 클럽들은 유한책임회사로서 회사 코드(Act 179, 1963)에 따라 법인화될 수 있었다.

## 파트너십
2020년 10월, GFA는 데카슬론 가나와 협약을 맺고 블랙스타즈 키트와 장비, 기타 상품의 공식 소매 파트너가 되었다.
2022년 9월, 엑세스 뱅크 가나는 $250,000의 1년 계약으로 GFA의 공식 은행 파트너가 되었다. PUMA는 국가대표팀의 공식 키트 후원사이며, MTN은 FA 컵과 스타타임즈 공식 방송사의 헤드라인 후원사이다.